# Nel Galjé
Nel Galjé (21 juni 1958 - 22 januari 2021) was een sociaal actief persoon die zich in de Nederlandse gemeente Zaanstad inzette om eenzaamheid te bestrijden.

## Levensloop
Nel Galjé had al jaren het idee voor een inloophuis voor eenzame medemensen. Ze zag in haar omgeving veel mensen die kampten met eenzaamheid en ze wilde iets voor hen doen. De Zaandamse kon in 2017 haar plan realiseren. Met haar "Inloophuis 1 is Samen"  kreeg de wijk Poelenburg in Zaandam een plek waar mensen vanaf 25 jaar terecht kunnen voor een praatje, een kopje koffie en gezelligheid.
Ze was in de jaren daarvoor ook al een bekend figuur geworden als een persoon die zich constant inzette om haar medemens te helpen.
Nel was niet alleen het gezicht, maar ook de oprichtster van het inloophuis 1 Is Samen in Zaandam. Eerder werkte zij voor het Leger des Heils en Slachtofferhulp. Het idee van een inloophuis hield haar al jaren bezig. Nel zag in haar omgeving veel mensen die kampten met eenzaamheid en ze wilde iets voor hen doen. Dat dit uiteindelijk gerealiseerd kon worden kwam mede tot stand door het winnen van ’Gouden Venus van Milo’.
Dat vormde de benodigde aanzet om woningcorporaties aan te schrijven. Woningcorporatie Parteon in Zaandam reageerde en bood het inloophuis gratis onderdak in haar kantoor in de L-flat aan de Heukels- en Wachterstraat in Zaandam.

### Opening Inloophuis 1 Is Samen
Op 5 april 2018 werd het Inloophuis 1 Is Samen officieel geopend door de toenmalige burgemeester van Zaandam, Jan Hamming.

### Gouden Venus van Milo
Deze in 2016 geïntroduceerde prijs van het Dela goededoelenfonds is voor mensen met een beperking die iets betekenen voor de samenleving. Van de honderd aangemelde initiatieven behaalde Nel Galjé - die vanwege haar eigen beperking niet ver kon lopen - de zevende plek.